# Carlos Banteaux
Carlos Banteaux Suárez (født 13. oktober 1986 i Santiago de Cuba) er en cubansk amatørbokser, som konkurrerer i vægtklassen weltervægt. Banteauxs største internationale resultat er en sølvmedalje fra Sommer-OL 2008 i Beijing, Kina, og en sølvmedalje fra verdenscupen i 2005 i Moskva. Han repræsenterede Cuba under Sommer-OL 2008 hvor han vandt en sølvmedalje efter Bakhyt Sarsekbayev fra Kasakhstan.